# Euphorbia applanata
Euphorbia applanata är en törelväxtart som beskrevs av Mats Thulin och Al-gifri. Euphorbia applanata ingår i släktet törlar, och familjen törelväxter. Inga underarter finns listade i Catalogue of Life.